# Arginin vazopresinski receptor 2
Arginin vazopresinski receptor 2 (AVPR2) je protein koji deluje receptor za arginin vazopresin. AVPR2 pripada familiji G protein-spregnutih receptora. Njegovo dejstvo je posredovano Gs tipom G proteina, koji stimuliše adenilat ciklazu.

## Antagonisti
Selektivni antagonisti vazopresinskog receptora su:
- Tolvaptan (FDA-odobren)
- Liksivaptan
- Mozavaptan
- Satavaptan

Njihova glavna upotreba je lečenje hiponatremije, koja može da bude izazvana sindromom neodgovarajućeg izlučivanja antidiuretskog hormona (SIADH) i cirozom.

## Interakcije
Za arginin vazopresinski receptor 2 je bilo pokazano da interaguje sa C1QTNF1.

## Literatura
- Birnbaumer M (2001). „The V2 vasopressin receptor mutations and fluid homeostasis”. Cardiovasc. Res. 51 (3): 409—15. PMID 11476731. doi:10.1016/S0008-6363(01)00337-6.
- Ishikawa SE (2002). „[Nephrogenic diabetes insipidus associated with mutations of vasopressin V2 receptors and aquaporin-2]”. Nippon Rinsho. 60 (2): 350—5. PMID 11857925.
- Thibonnier M, Coles P, Thibonnier A, Shoham M (2002). „Molecular pharmacology and modeling of vasopressin receptors”. Prog. Brain Res. 139: 179—96. PMID 12436935. doi:10.1016/S0079-6123(02)39016-2.
- Bichet DG (2006). „Nephrogenic diabetes insipidus”. Advances in chronic kidney disease. 13 (2): 96—104. PMID 16580609. doi:10.1053/j.ackd.2006.01.006.
- Robben JH, Knoers NV, Deen PM (2006). „Cell biological aspects of the vasopressin type-2 receptor and aquaporin 2 water channel in nephrogenic diabetes insipidus”. Am. J. Physiol. Renal Physiol. 291 (2): F257—70. PMID 16825342. doi:10.1152/ajprenal.00491.2005.
- Pan Y; Metzenberg A; Das S;  . (1993). „Mutations in the V2 vasopressin receptor gene are associated with X-linked nephrogenic diabetes insipidus”. Nat. Genet. 2 (2): 103—6. PMID 1303257. doi:10.1038/ng1092-103.
- van den Ouweland AM; Dreesen JC; Verdijk M;  . (1993). „Mutations in the vasopressin type 2 receptor gene (AVPR2) associated with nephrogenic diabetes insipidus”. Nat. Genet. 2 (2): 99—102. PMID 1303271. doi:10.1038/ng1092-99.
- van den Ouweland AM; Knoop MT; Knoers VV;  . (1992). „Colocalization of the gene for nephrogenic diabetes insipidus (DIR) and the vasopressin type 2 receptor gene (AVPR2) in the Xq28 region”. Genomics. 13 (4): 1350—2. PMID 1324225. doi:10.1016/0888-7543(92)90067-3.
- Rosenthal W; Seibold A; Antaramian A;  . (1992). „Molecular identification of the gene responsible for congenital nephrogenic diabetes insipidus”. Nature. 359 (6392): 233—5. PMID 1356229. doi:10.1038/359233a0.
- Seibold A, Brabet P, Rosenthal W, Birnbaumer M (1992). „Structure and chromosomal localization of the human antidiuretic hormone receptor gene”. Am. J. Hum. Genet. 51 (5): 1078—83. PMC 1682836 . PMID 1415251.
- Birnbaumer M; Seibold A; Gilbert S;  . (1992). „Molecular cloning of the receptor for human antidiuretic hormone”. Nature. 357 (6376): 333—5. PMID 1534149. doi:10.1038/357333a0.
- Lolait SJ; O'Carroll AM; McBride OW;  . (1992). „Cloning and characterization of a vasopressin V2 receptor and possible link to nephrogenic diabetes insipidus”. Nature. 357 (6376): 336—9. PMID 1534150. doi:10.1038/357336a0.
- Knoers N; van der Heyden H; van Oost BA;  . (1989). „Three-point linkage analysis using multiple DNA polymorphic markers in families with X-linked nephrogenic diabetes insipidus”. Genomics. 4 (3): 434—7. PMID 2714800. doi:10.1016/0888-7543(89)90352-2.
- Tsukaguchi H; Matsubara H; Taketani S;  . (1995). „Binding-, intracellular transport-, and biosynthesis-defective mutants of vasopressin type 2 receptor in patients with X-linked nephrogenic diabetes insipidus”. J. Clin. Invest. 96 (4): 2043—50. PMC 185843 . PMID 7560098. doi:10.1172/JCI118252.
- Faà V; Ventruto ML; Loche S;  . (1995). „Mutations in the vasopressin V2-receptor gene in three families of Italian descent with nephrogenic diabetes insipidus”. Hum. Mol. Genet. 3 (9): 1685—6. PMID 7833930. doi:10.1093/hmg/3.9.1685.
- Birnbaumer M, Gilbert S, Rosenthal W (1995). „An extracellular congenital nephrogenic diabetes insipidus mutation of the vasopressin receptor reduces cell surface expression, affinity for ligand, and coupling to the Gs/adenylyl cyclase system”. Mol. Endocrinol. 8 (7): 886—94. PMID 7984150. doi:10.1210/me.8.7.886.
- Wenkert D; Merendino JJ; Shenker A;  . (1995). „Novel mutations in the V2 vasopressin receptor gene of patients with X-linked nephrogenic diabetes insipidus”. Hum. Mol. Genet. 3 (8): 1429—30. PMID 7987330. doi:10.1093/hmg/3.8.1429.
- Oksche A; Dickson J; Schülein R;  . (1995). „Two novel mutations in the vasopressin V2 receptor gene in patients with congenital nephrogenic diabetes insipidus”. Biochem. Biophys. Res. Commun. 205 (1): 552—7. PMID 7999078. doi:10.1006/bbrc.1994.2700.
- Bichet DG; Birnbaumer M; Lonergan M;  . (1994). „Nature and recurrence of AVPR2 mutations in X-linked nephrogenic diabetes insipidus”. Am. J. Hum. Genet. 55 (2): 278—86. PMC 1918376 . PMID 8037205.
- Yuasa H; Ito M; Oiso Y;  . (1994). „Novel mutations in the V2 vasopressin receptor gene in two pedigrees with congenital nephrogenic diabetes insipidus”. J. Clin. Endocrinol. Metab. 79 (2): 361—5. PMID 8045948. doi:10.1210/jc.79.2.361.

## Spoljašnje veze
- GeneReviews/NCBI/NIH/UW
- „Symbol Report: AVPR2”. Human Geneome Organization Gene Nomenclature Committee. Архивирано из оригинала 11. 05. 2011. г. Приступљено 11. 04. 2011.
- „Vasopressin and Oxytocin Receptors: V2”. IUPHAR Database of Receptors and Ion Channels. International Union of Basic and Clinical Pharmacology. Архивирано из оригинала 01. 03. 2014. г.